# Zakia Madi
Zakia Madi (ur. 1944 w Ouangani, zm. 13 października 1969 w Mamoudzou) – majotyjska działaczka na rzecz departamentalizacji Majotty.
Jedna z przywódczyń chatouilleuses, profrancuskiej milicji kobiecej z Majotty. 
Zginęła w niejasnych okolicznościach 13 października 1969 roku na skutek interwencji komoryjskich służb porządkowych w Mamoudzou. Chatouilleuses blokowały tego dnia opuszczenie portu przez prokomoryjskich polityków. Próbując rozproszyć tłum, siły porządkowe użyły broni palnej i granatów łzawiących. Wg sprzecznych przekazów, Zakia Madi zginęła bądź na skutek postrzału, bądź też wpadła do wody i utonęła po eksplozji granatu.
Po śmierci stała się symbolem walki o przyłączenie wyspy do Francji. Jej pamięć została uhonorowana na Majotcie nazwą hali targowej w Mamoudzou oraz ulicy w Ouangani. W 2004 roku Alain-Kamal Martial stworzył sztukę Zakia Madi, la chatouilleuse, inspirowaną życiem Zakii Madii.